# Kolegiata Wniebowzięcia Najświętszej Maryi Panny w Jaśle
Kolegiata Wniebowzięcia Najświętszej Maryi Panny – rzymskokatolicki kościół parafialny z XV wieku w Jaśle, wpisany do rejestru zabytków nieruchomych województwa podkarpackiego.
Budowla gotycka, powstała najprawdopodobniej między 1443 a 1448 r., konsekrowana w 1595 r. Kaplice boczne dobudowano w XVII i XVIII w. W XIX i XX w. planowano rozbudowę, która ostatecznie nigdy nie doszła do skutku. W 1944 r. świątynię spalili Niemcy, odbudowę rozpoczęto w 1946 r., a w 1949 r. odbyła się tu pierwsza msza po II wojnie światowej. Od 2011 r. świątynia nosi tytuł kolegiaty.

## Lokalizacja
Świątynia znajduje się w centrum Jasła, przy północno-wschodnim narożniku Rynku. Nieregularna działka, na której jest ona usytuowana, jest częściowo otoczona metalowym ogrodzeniem na kamiennej podmurówce, z bramami od strony Rynku, ul. Farnej i ul. Wałowej oraz ceglanym murem.
Na południe od budowli dawniej znajdował się cmentarz przykościelny, po stronie zachodniej umiejscowiona została dzwonnica – murowana z cegły, otynkowana, parawanowa z trzema arkadami. Jej wysokość wynosi 8 m, została wzniesiona na planie prostokąta o wymiarach 1,9 × 9,3 m. Na północ od kościoła znajdują się zabudowania plebańskie. Świątynia jest orientowana.

## Historia
Parafia w Jaśle powstała przed 1325 r. (wzmiankowana była w 1328 r.), uposażyli ją biskup krakowski i król Władysław I Łokietek. Należała początkowo do diecezji krakowskiej. Pierwszy jasielski kościół był zapewne drewniany i został spalony podczas jednego z najazdów węgierskich.
Kamienna świątynia została zbudowana przez Stanisława Cielątkę oraz jego brata, Mikołaja herbu Ciołek, rektora świątyni, a jako datę budowy większość opracowań podaje 1446 r. Do jej rozpowszechnienia przyczynił się Słownik geograficzny Królestwa Polskiego, w którym znajduje się informacja: Pierwotny drewniany kościół mieli zburzyć Węgrzy, a dzisiejszy murowany wystawili podług Długosza (Lib. benefic. Dioec. crac.) w roku 1446 bracia Stanisław Cielątko (Czelanthco) doktór dekretaliów, scholastyk sandomierski i Mikołaj herbu Ciołek, który jest w r. 1442 wymieniony między kanonikami przemyskiemi. W utworze Liber beneficiorum dioecesis Cracoviensis Jan Długosz w ogóle nie pisze jednak o początkach czy wczesnej historii parafii jasielskiej. Wzmianka o dziejach jasielskiego probostwa znajduje się w opisie dóbr prebendy zwanej jasielską, w krakowskim kościele św. Floriana (Jaszyel, oppidum, in quo est ecclesia parochialis ex muro fabricata per Stanislaum Czyelyąthko decretorum doctorem, scolasticum Sąndomiriensem, et germanum eius Nicolaum rectorem tunc ecclesiae in Jaszel, nobilem de armis Taurorum, cuius proprietas et dominium pertinet ad serenissimum regem Poloniael), ale i tu nie pojawia się konkretna data budowy. Mimo to, datowanie kościoła w przybliżeniu na lata 40. XV w. jest zapewne słuszne, ponieważ Stanisław pełnił funkcję plebana w latach 1443–1448.
Do 1944 r. na sklepieniu w prezbiterium znajdowała się tarcza, na której umieszczono datę 1479, co jest przez autorów publikacji różnie interpretowane: Władysław Łuszczkiewicz i Władysław Sarna w swoich opracowaniach uznali tę datę za datę powstania kościoła, a Andrzej Laskowski przyjął, że jest to data zastąpienia drewnianej świątyni budowlą kamienną. Część badaczy, w tym Juliusz Ross, uważa, że data może raczej wskazywać na odbudowę lub wzniesienie na nowo budowli po jej spaleniu w czasie najazdu Węgrów z 1474 r. – nie zachowały się jednak żadne źródła, które mogłyby to potwierdzić. Istnieją dwie główne hipotezy mówiące o pochodzeniu tej daty: albo sklepienie odbudowano po tym, jak zostało ono w jakiś sposób zniszczone, albo prezbiterium sklepiono wiele lat po budowie murów (w międzyczasie nad częścią kapłańską mógł istnieć prowizoryczny drewniany strop). Na sklepieniu i jego wspornikach zostały umieszczone herby: Ciołek (herb fundatorów i wójtów jasielskich), Półkozic (herb właścicieli Ulaszowic), Gryf (herb właścicieli Niegłowic), Topór, Trąby, Jastrzębiec (herb Pakoszów, właścicieli sołectwa w Bryłach a później właścicieli Walowic), Odrowąż (herb właścicieli jasielskiego wójtowstwa, Odrowążów z Kruźlowy), Pilawa (wiązany przez W. Sarnę z rodziną Kamienieckich, do której należał Odrzykoń), Strzemię, Szreniawa (herb Stadnickich ze Żmigroda, albo Anny Pukarzewskiej, żony Prokopa Pieniążka, właściciela wójtowstwa w Jaśle), Jelita (również związany z rodem Odrowążów) i herb Piastów – biały orzeł na czerwonym tle. Wskazuje to na zbiorową fundację i duży udział szlachty i mieszczaństwa (rodów pieczętujących się tymi herbami) w jego wznoszeniu. Kilka razy na sklepieniu pojawił się herb Odrowąż, Andrzej Laskowski wiąże to ze szczególnym udziałem Jakuba z Dębna w fundacji.

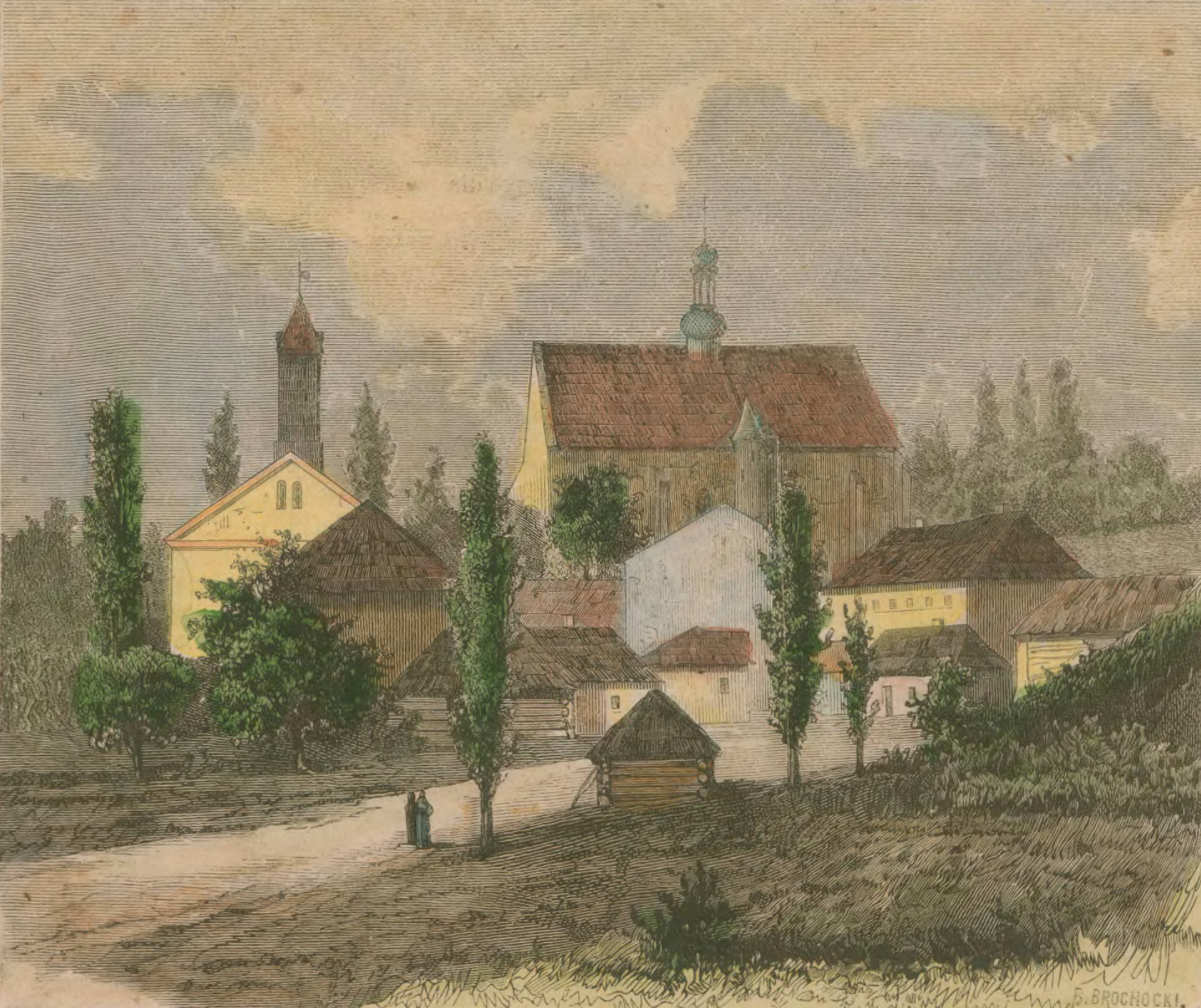
Fara na rysunku z 1879 r.

W 1595 r. świątynię konsekrowano, a w 1611 r. dobudowano do niej ceglaną kaplicę św. Anny. Budowla została spalona przez Szwedów za panowania króla Jana Kazimierza, spłonęła także w latach 1683 i 1755, podczas pożarów Jasła. W 1743 r. węgierscy rzemieślnicy remontowali kościół, a 1784 r. zlikwidowano przykościelny cmentarz. Według zapisu z inwentarza z 1792 r., kościół posiadał już wówczas dwie kaplice, poświęcone św. Annie i NPM. Stanisław Tomkowicz widział pod emporą i zanotował datę 1793. Na przełomie XVIII i XIX w. powstać miały (niezachowane) wewnętrzne przypory i wspierające się na nich sklepienie żaglaste na gurtach.
W 1871 r. miały miejsce prace mające na celu powiększenie kościoła o dwie boczne nawy, poprzestano jednak na założeniu fundamentów. W 1883 r. miały z kolei miejsce prace restauratorskie – wzniesiono ogniotrwały mur pomiędzy nawą a prezbiterium, odnowiono fasadę, nakryto sklepieniami babiniec i skarbiec oraz wymieniono wiązania dachu i jego pokrycie na blachę cynkową.
W XX w. powrócił pomysł rozbudowy świątyni, której podjął się Franciszek Mączyński. Zamierzał przedłużyć świątynię w kierunku głównego frontu, wybudować nową kruchtę oraz zlokalizować nad zakrystią nowy skarbiec. Ponadto miała zostać wybudowana nowa, niewielka dzwonnica, zwieńczona hełmem. Koncepcja rozbudowy autorstwa Mączyńskiego nie doczekała się jednak realizacji.
W 1922 r. rozpoczęto renowację kościoła, a na wiosnę 1923 r. wykonano polichromie. Pracami, które zakończono w grudniu 1923 r., kierował prof. Julian Krupski. W międzyczasie ułożono nową posadzkę betonową. Łączny koszt remontu wyniósł ok. 386 mln marek polskich. Od czerwca do września trwały kolejne prace renowacyjne na zewnątrz kościoła, które kosztowały 3000 zł. W 1925 r. za 1000 zł odnowiono dzwonnicę i sprowadzono z Odlewni Dzwonów Karola Schwabego w Białej trzy nowe dzwony za łącznie 13000 franków szwajcarskich. Poprzednie zostały skonfiskowane przez rząd austriacki podczas I wojny światowej, zachował się jedynie „Urban” z 1613 r. Największy z nowych dzwonów ważył 1040 kg, otrzymał na cześć ks. Aleksandra Kwiecińskiego imię „Aleksander”, a średni, ważący 500 kg, na cześć ks. bpa Anatola Nowaka nazwano „Anatol”. Najmniejszy dzwon, o wadze 270 kg, ufundowało Bractwo Różańcowe działające przy parafii. Nadano mu imię „Karol”, na cześć ks. bpa Karola Józefa Fischera. Dzwony zostały poświęcone przez bpa Karola Fischera 6 września 1925 r.
W 1944 r. kościół wraz z plebanią został podpalony przez Niemców z oddziału kpt. Kindermanna w czasie akcji zniszczenia miasta – spłonął dach i wyposażenie wnętrza, zawaliło się sklepienie. Po II wojnie światowej bezskutecznie starano się o pozwolenie na budowę nowej świątyni, pojawiła się także koncepcja rozbudowy fary o dwie boczne nawy – nie uzyskano jednak zgody władz konserwatorskich, ze względu na zabytkowy charakter budowli. W 1946 r. rozpoczęto odbudowę kościoła. Projekt zakładał przywrócenie budowli dawnego, gotyckiego charakteru i usunięcie tynku, który pokrywał ściany świątyni od zewnątrz. Pracami kierowali K. Platowski, L. Dąbrowski i J. Baruta. Nawa otrzymała nowy, żelbetonowy strop, a nad prezbiterium wykonano prowizoryczne sklepienie ostrołukowe. Pierwszą mszę po wojnie odprawiono 8 grudnia 1949 r. Do tego czasu funkcję kościoła parafialnego spełniał kościół św. Stanisława.
W 1956 r. miały miejsce prace przy prezbiterium – zabezpieczono spękane ściany i zwieńczono je gzymsem, a skarpy wzmocniono betonowymi ławami. Ponadto na podstawie zdjęć i archiwalnych dokumentów, pod kierownictwem Józefa Baruta, zrekonstruowano sklepienie. Pieniądze na inwestycje pochodziły z ofiar otrzymanych od parafian.
W latach 1956–1974 funkcję proboszcza pełnił Stanisław Dudziński, który zainicjował zakup nowego wyposażenia (sprowadził nowe witraże, ołtarze, ambonę, organy i chrzcielnicę) oraz zlecił pomalowanie świątyni.
W latach 1998–2000 miały miejsce prace remontowo-konserwacyjne, finansowane z wpłat od parafian. Zakonserwowano wówczas lica murów, zaaranżowano wnętrze, usunięto stare polichromie i pomalowano ściany wewnątrz na biało. Zainstalowano także nowe oświetlenie. W 2001 r. odnowiono dzwonnicę.
6 stycznia 2011 r. bp Kazimierz Górny erygował przy kościele Jasielską Kapitułę Kolegiacką, a jej pierwszym prepozytem został ks. Zbigniew Irzyk. Oficjalne nadanie świątyni tytułu kolegiaty nastąpiło 27 maja 2011 r.

## Architektura

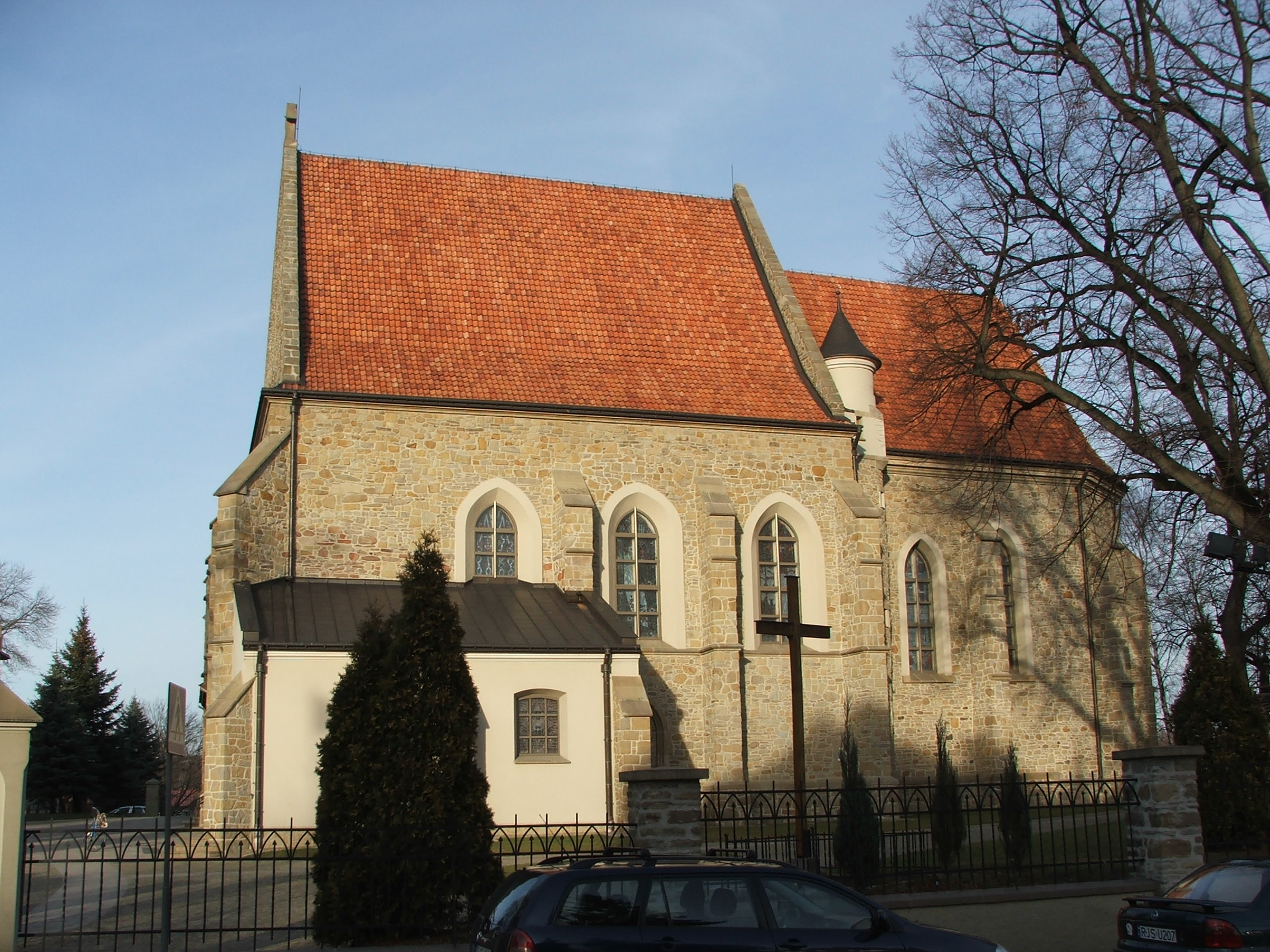
Elewacja południowa

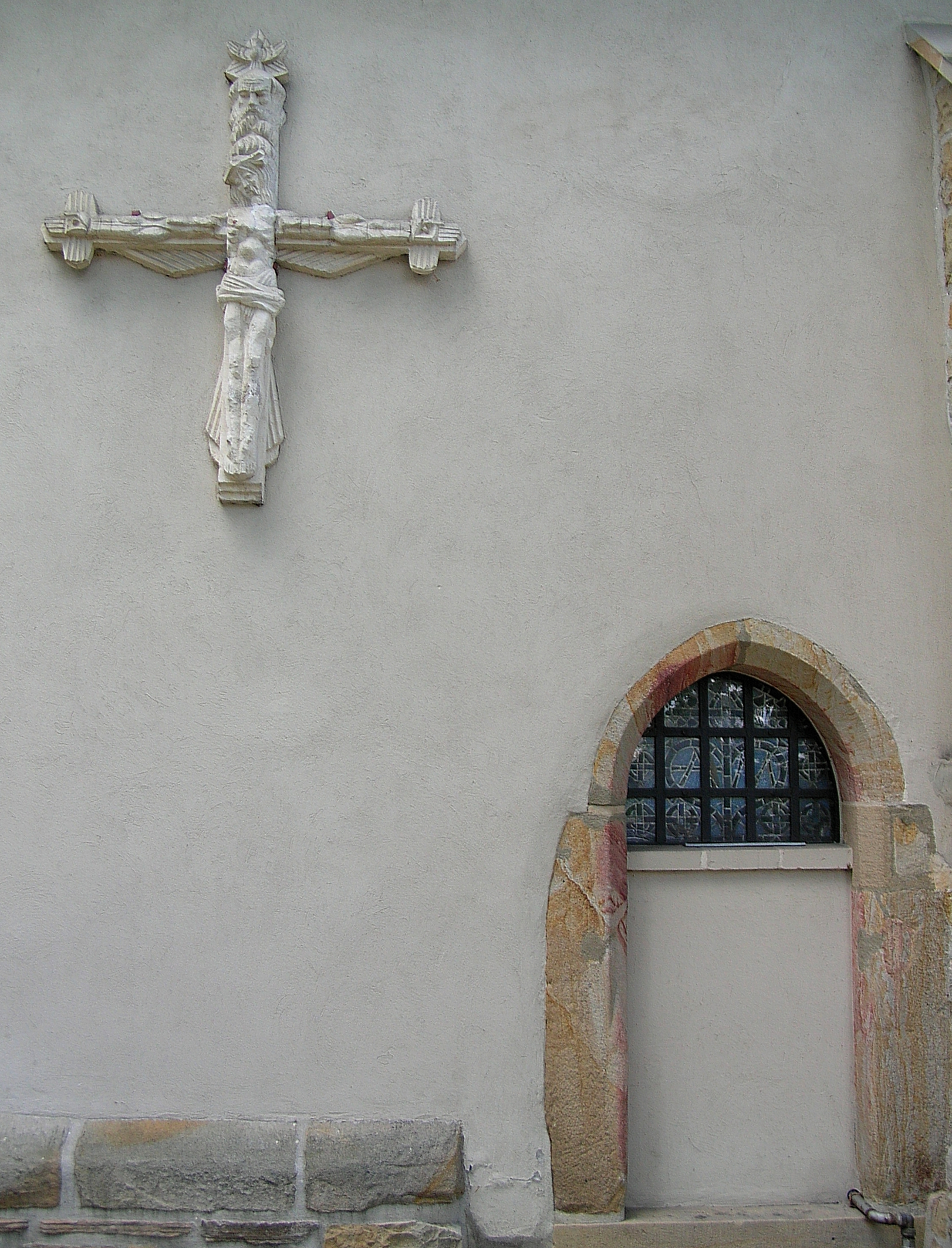
Detale

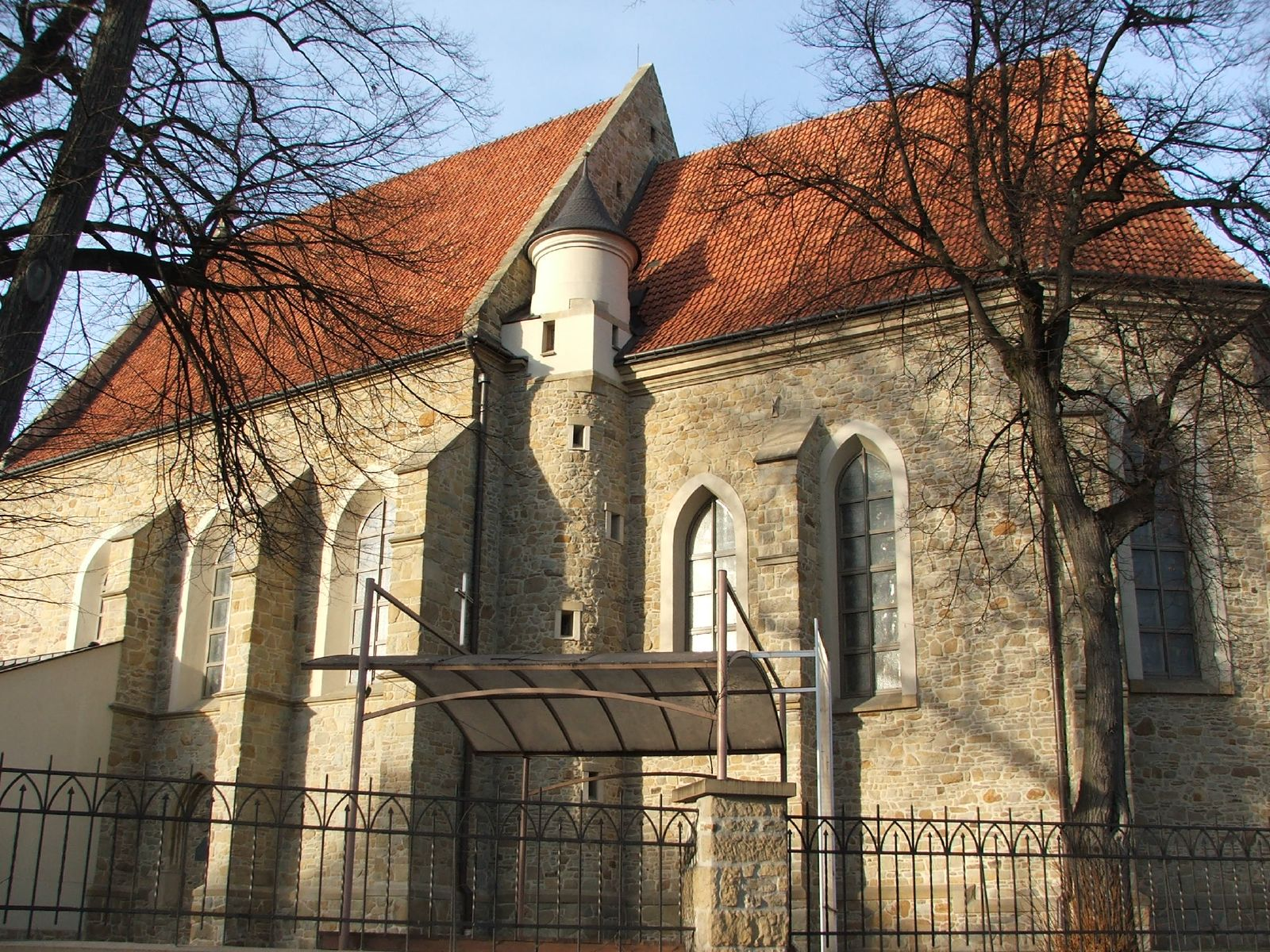
Wieża z klatką schodową

Kościół został w przeważającej części wzniesiony z ciosów piaskowca i kamienia rzecznego, układanych w nieregularnym wątku. Reprezentuje styl późnogotycki. Budowla jest jednonawowa, bezwieżowa, smukła, z korpusem o rzucie prostokąta i węższym od niego, zamkniętym trójbocznie prezbiterium. W południowo-wschodnim narożu korpusu, przy ścianie tęczowej, znajduje się mała wieżowa klatka schodowa, prowadząca na poddasze. Do prezbiterium i korpusu przylega od północy prostokątna zakrystia, obecnie z wydzielonym w części zachodniej wąskim przedsionkiem, a od południowego zachodu do korpusu dobudowano z cegły prostokątną kaplicę. Mury budowli są nieotynkowane (z wyjątkiem ścian kaplicy południowej i zakrystii), wzmocnione przyporami.
Elewacje o skromnym wystroju, południowa i północna są sześcioosiowe, fasada jest jednoosiowa, a prezbiterium – dwuosiowe. Gzyms wieńczący jest neorenesansowy, tynkowany, bogatszy w prezbiterium, elewacje obiega także gzyms kapnikowy, nad portalem uskakujący ku górze. Cokół jest kamienny, osłonięty również kamiennym gzymsem. Szczyt fasady, z dziewięcioma zamkniętymi ostrołukowo blendami, od tyłu został wzmocniony cegłą dziurawką. Rozglifione otwory okienne są wstawione są w tynkowane obramienia. Okna są metalowe, z witrażami.
Główne wejście znajduje się w ozdobnym, piaskowcowym portalu – gładkie u dołu węgary, wyżej ścięte w piramidki, przechodzą w wałki i rowki. Prostokątny portal z napisem Maria prowadzi na wieżę z klatką schodową, a inne portale znajdują się w elewacji zakrystii (zamurowany) i na poziomie chóru muzycznego (relikt). W południowej ścianie nawy zachowało się zamurowane, ostrołukowe obramienie, które mogło niegdyś służyć jako boczne wejście lub stanowić wnękę na rzeźbę. Otwór ten mógł także prowadzić do klatki schodowej, a niektóre źródła wiązały go z umocnieniami miejskimi – widziano w nim wyjście np. na zewnętrzną galerię. Według tej teorii kościół miałby stanowić budowlę obronną. Andrzej Laskowski uważa, że portal może stanowić pozostałość empory służącej patronom świątyni. To samo sugeruje Juliusz Ross w swojej pracy (wydanej w 1964 r.), który pisze o zamurowanym w murze biegu schodów, mogących wieść z chóru na dół, na poziom posadzki kościelnej. Istnienie empory w tym miejscu potwierdzają zresztą XVI-wieczne zapisy.
Zakrystia jest sklepiona kolebkowo, prezbiterium trójprzęsłowym nakryto sklepieniem krzyżowo-żebrowym, nad nawą znajduje się żelbetowy, kasetonowy strop, a w kaplicy – strop drewniany, belkowy. Pozostałością dawnego gotyckiego sklepienia w prezbiterium są wsporniki, zworniki, fragmenty żeber i tarcze herbowe rodzin, które przyczyniły się do jego powstania – są przechowywane w lapidarium. Posadzki są wyłożone czworobocznymi, marmurowymi flizami.
Empora jest drewniana, pięcioprzęsłowa, wsparta na podwójnych i pojedynczych filarach. Została wykonana wg projektu inż. L. Dąbrowskiego.
Prezbiterium od nawy oddziela mur ogniowy. Tęcza ma kształt łuku ostrego.
Korpus przykryty jest dachem dwuspadowym z przypustnicą, prezbiterium przykryto dachem dwuspadowym, przechodzącym nad apsydą w trójpołaciowy, wieżyczka klatki schodowej jest przykryta dachem stożkowym, a zakrystia i kaplica – własnymi dachami pulpitowymi. Małe daszki pulpitowe, rozpięte między skarpami, znajdują się nad wejściem głównym i wejściem do zakrystii. Dachy są kryte dachówką ceramiczną holenderką. Daszki kapnikowe skarp i parapety zewnętrzne są wykonane z piaskowca.
Powierzchnia użytkowa budowli wynosi ok. 375 m², kubatura liczy 3489 m³.

## Wyposażenie
Według inwentarza z 1792 r., w świątyni znajdowały się wówczas ołtarze:
- „Ołtarz wielki”, pomalowany na niebiesko, lazurowany złotem, z figurą Jezusa na krzyżu,
- prawy ołtarz boczny pw. św. Trójcy, pomalowany na niebiesko-biało, lazurowany srebrzysto
- drugi prawy ołtarz boczny z obrazem św. Jana Kantego,
- lewy ołtarz boczny pw. Matki Boskiej
- drugi lewy ołtarz boczny pw. NPM
- trzeci ołtarz boczny pw. św. Jana Nepomucena, wykonany w 1740 r. przez Karola Hetzera, ufundowany przez ówczesnego proboszcza, ks. Właszkiewicza.

Według stanu z 1908 r., wyposażenie kościoła obejmowało:
- „Wielki ołtarz” z rzeźbą Jezusa na krzyżu, figurami św. Jana i Matki Boskiej w skrzydłach oraz dwoma obrazami Matki Boskiej (jeden przysłaniał drugi),
- ołtarz boczny pw. Zwiastowania NMP z figurami śś. Piotra i Pawła w skrzydłach,
- ołtarz boczny pw. św. Jana Kantego z figurami św. Jana Ewangelisty i św. Józefa w skrzydłach,
- ołtarz boczny pw. św. Józefa z obrazem Matki Boskiej Częstochowskiej w dolnej kondygnacji,
- ołtarzyk ze statuą Matki Bożej Tarnowieckiej pod chórem,
- barokowy ołtarz pw. Trójcy Świętej,
- chrzcielnica o marmurowej czaszy i kamiennym trzonie oraz podstawie,
- 14-głosowe organy wykonane w 1841 r. przez Baranowskiego
- trzy dzwony – największy z 1613 r., pozostałe z 1823 r. i 1839 r.[29]

Zabytkowe wyposażenie uległo prawie całkowitemu zniszczeniu, kiedy świątynię podpalili Niemcy. Zachowały się fragmenty wczesnobarokowej chrzcielnicy o marmurowej czaszy. Prowizoryczne ołtarze wykonał z dykty imitującej marmur Juliusz Juryś, do ołtarza głównego wstawiono w 1949 r. rzeźbę Matki Bożej artysty Stanisława Reczka z Kowalów. Za probostwa ks. Stanisława Dudzińskiego (1956-1974) do kościoła zakupiono cztery nowe ołtarze, które wykonał prof. Jerzy Bandura:
- główny ołtarz pw. Wniebowzięcia NMP, z figurą Matki Bożej w polu środkowym; po obu jej stronach artysta rozmieścił figury aniołów wielbiących Maryję,
- prawy ołtarz boczny pw. Chrystusa Ukrzyżowanego
- lewy ołtarz boczny pw. św. Józefa.

Ks. Stanisław Dudziński sprowadził do kościoła również umieszczone na drewnianej belce w łuku tęczowym rzeźby przedstawiające Grupę Ukrzyżowania (wykonał je Stanisław Smoczeński z Wojaszówki), stacje drogi krzyżowej (wykonał je prof. Jerzy Bandura) i nową, granitową chrzcielnicę (wykonał ją wg projektu prof. Jerzego Bandury Ludwik Dacyl z Sobniowa). Firma Kruga wykonała wg projektu prof. Bandury nową ambonę.
W zakrystii w latach 60. XX w. przechowywany był obraz Matki Bożej Bocheńskiej, pochodzący z nieistniejącego kościoła karmelitów, datowany na XVIII w. Ponadto wśród wyposażenia kościoła wymieniane były wówczas:
- barokowa, srebrna puszka na komunikanty, z wyrytym napisem fundacyjnym i datą 1661,
- ornat z naszytymi fragmentami tkanin z XVIII lub początku XIX w.
- tarcza z datą 1479, znajdująca się w lapidarium.

W 2003 r. w kościele znajdowały się dwa epitafia. Pierwsze, z 1644 r., było wmurowane w południową ścianę prezbiterium. Drugie, XIX-wieczne, epitafium zostało poświęcone namiestnikowi Galicji Agenorowi Gołuchowskiemu, znajdowało się obok bocznego ołtarza, po lewej stronie świątyni.

## Polichromie
W arkadzie tęczy znajdowały się kiedyś malowane czerwoną farbą zacheuszki. Ślady dawnych polichromii znajdowały się niegdyś w nawie, przy tęczy, przedstawiały Stwórcę w otoczeniu aniołów. Na ścianach, powyżej pach sklepienia, ślady przypuszczalnie pierwotnych polichromii widoczne były, jak podaje A. Lewek, jeszcze w 1934 r. Na kolejne ślady polichromii natrafiono podczas rekonstrukcji sklepienia po wojnie.
W 1923 r. świątynia została odmalowana, pracami kierował Julian Krupski ze Lwowa. Po wojnie stare polichromie usunięto i pokryto ściany białą farbą.
W 2001 r., podczas prac konserwatorskich, odkryto malowidła ścienne, które znajdowały się w zamurowanej dotychczas wnęce po prawej stronie ołtarza, w prezbiterium. O ich istnieniu wiedziano już znacznie wcześniej, w latach 60. XX w. Odkryto trzy warstwy malowideł, a najstarsza, o gotyckich cechach stylowych, pochodzi z XV w. i przedstawia św. Hieronima. Środkowa warstwa malowideł przedstawia Baranka Bożego i nosi cechy renesansu, a zewnętrzna warstwa to malowidło św. Marii Magdaleny adorującej Jezusa Ukrzyżowanego, datowane na XVII w. Malowidła te rozdzielono, odnowiono i zakonserwowano, a następnie powieszono na południowej ścianie prezbiterium. Najstarsze malowidło gotyckie pozostało we wnęce.